# عشق در خطر
عشق در خطر (به انگلیسی: Love at Stake) فیلمی محصول سال ۱۹۸۷ و به کارگردانی جان سی. مافیت است. در این فیلم بازیگرانی همچون پاتریک کاسیدی، کلی پرستون، باد کرت، دیوید گراف، استوارت پنکین، دیو توماس، ان رمزی، باربارا کاررا، جورجیا براون، آنی گلدن، نرما مک‌میلان، جولیان ریچینگز و جین ایستوود ایفای نقش کرده‌اند.